# Большеголовая чёрная кошачья акула
Apristurus aphyodes — один из видов рода чёрных кошачьих акул (Apristurus), семейство кошачьих акул (Scyliorhinidae).
Накайя и Сато в 1999 году разделили род Apristurus на три группы: longicephalus (2 вида), brunneus (20 видов) и spongiceps (10 видов). Apristurus longicephalus принадлежит к группе longicephalus, для представителей которой характерны следующие черты: узкий длинный нос, от 13 до 17 спиральных кишечных клапанов, число зубных рядов от 35 до 44 на верхней и от 31 до 41 на нижней челюсти.
Первый известный образец большеголовой кошачьей акулы был пойман в Тоса Bay, префектуры Кочи в Японии 12 мая 1972 года. [2] Это была особь длинной 38 см, которую первоначально считали неполовозрелым самцом, пока не было выявлено, что эта акула представляет функционирующую самку-гермафродита. Новый вид был описан Кадзухиро Накайя в 1975 году в научном журнале факультета рыбного хозяйства, Университет Хоккайдо. В 1999 году Накайя и Сато включили большеголовую чёрную кошачью акулу вместе со схожей филиппинской чёрной кошачьей акулой (Apristurus herklotsi) в группу longicephalus.

## Ареал
Большеголовые чёрные кошачьи акулы широко распространены в Индо-Тихоокеанском регионе: они встречаются в Восточно-Китайском море, на юге Японии, у Сейшельских островов, Филиппин, Мозамбика, Новой Каледонии и северной Австралии. Этот вид обитает на материковом склоне на глубинах 500—1,140 м и, вероятно, ведёт донный образ жизни.

## Описание
Достигая в длину 59 см большеголовая чёрная кошачья акула имеет мягкое и очень тонкое туловище и длинную голову, которая составляет ¼ от общей длины. Уплощённая колоколообразная морда, длиной около 12 % от общего размера, значительно сужается в передней части носа. Ноздри делятся треугольными кожными складками на крупные, овальные входящие и выходящие отверстия. Небольшие, овальные глаза вытянуты по горизонтали и несколько сдвинуты вверх и вперед. Они оснащены рудиментарной мигательной мембраной. Позади глаз имеются небольшие брызгальца. Рот образует короткую, широкую арку, с хорошо развитыми бороздами по углам. Во рту 36—44 верхних и 45 нижних зубных рядов. Между зубами имеется промежуток. На каждом зубе от 3 до 5 зубцов, центральный длиннее прочих. У большеголовой чёрной кошачьей акулы имеется пять пар коротких жаберных щелей. Грудные плавники расположены на уровне 4 и 5 жаберной щели.
Первый спинной плавник имеет закругленную вершину и находится на последней трети основания брюшного плавника. Второй спинной плавник имеет схожую форму, но гораздо больше первого, он расположен над второй половиной основания анального плавника. Грудные плавники умеренно крупные и широкие. Округлые брюшные плавники расположены достаточно близко к грудным плавникам. Анальный плавник удлинён и отделен от хвостового плавника глубокой выемкой. Узкий хвостовой плавник составляет около 1/3 от общей длины, имеет хорошо развитую нижнюю лопасть и вентральную выемку возле кончика верхней лопасти. Плакоидные чешуйки очень маленькие и рассредоточенные, они придают коже бархатистый вид. Начиная от жабр и далее вокруг грудных плавников, по бокам и животу между тазовыми и анальными плавниками имеется большой участок голой кожи. Края плавников также лишены чешуи. Окрас от тёмно-коричневого до чёрного цвета. Голые участки кожи и внутренние полости рта чёрные.

## Биология и экология
Большеголовая чёрная кошачья акула является уникальным видом рода чёрных кошачьих акул, у которого двенадцатиперстная кишка не короткая, а почти такая же длинная, как кишечный спиральный клапан. Функция подобной анатомии неизвестна, поскольку нет данных об особенностях питания этой акулы. Большеголовая чёрная кошачья акула — единственная известная хрящевая рыба, которая является гермафродитом. Около 85 % популяции функционируют как самцы или самки, но также обладают неразвитыми половыми органами противоположного пола (так называемый «рудиментарный гермафродитизм»). Факторы, лежащие в основе эволюции этой системы до сих пор не исследованы. Этот вид размножается, откладывая яйца. Самцы и самки достигают половой зрелости при длине около 42—49 см и 51 см, соответственно.

## Взаимодействие с человеком
Изредка попадает в качестве прилова в глубоководные сети. Данных для оценки состояния сохранности вида недостаточно.